# Restobles del Boledar

Els Restobles del Boledar, respecte del terme de Castellcir

Els Restobles del Boledar és un paratge del terme municipal de l'Estany, a la comarca del Moianès.
Estan situats al nord-oest del nucli urbà de l'Estany, a migdia del Serrat dels Lliris i a ponent del Puig de la Caritat. Són al nord de la capçalera del torrent del Boledar, a prop i a ponent del Collet de les Llebres.

## Etimologia
El restoble és una terra que se sembra després d'haver estat artiga, és a dir, profundament rellaurada i amb totes les restes vegetals cremades. La segona part del nom ve determinat pel territori on es troba.